# Бряг принцеса Ранхилда
Бряг принцеса Ранхилда (на норвежки: Prinsesse Ragnhild Kyst; на английски: Princess Ragnhild Coast) е част от крайбрежието на Източна Антарктида, в централната част на Земя кралица Мод, простиращ се между 69°30’ и 70°50’ ю.ш. и 20° и 33°30’ и.д. Брегът е разположен в централната част на Земя кралица Мод, покрай бреговете на море Рисер-Ларсен, част от Индийския сектор на Южния океан. На запад граничи с Брега принцеса Астрид, а на изток – с Брега принц Харалд на Земя кралица Мод, Крайбрежието му изцяло е заето от големи шелфови ледници с ширина от 10 до 50 km, в които се вклиняват заливите Годел, Брейдвик, Брехилен, Тонгехилен, Вествик и др. Континенталната част е бронирана с дебел леден щит, над който се извисяват оголени планински хребети и отделни нунатаки. От запад на изток на около 100 km от крайбрежието са разположени планините: Руска (2820 m), Сьор-Рондона (вр. Вьортеркака 3630 m), Болчен (2820 m), Белжик (2500 m). От планините надолу към шелфовите ледници се спускат континентални ледници Хансен, Гунерстад, Бърд и др.
Брега принцеса Ранхилда е открит на 16 февруари 1931 г. от норвежкия полярен изследовател Ялмар Рисер-Ларсен и е наименуван от него Бряг принцеса Ранхилда в чест на родената предната година Ранхилд Норвежка (1930 – 2012), първа дъщеря на норвежкия крал Олаф V и съпругата му Марта Шведска. Участниците в експедицията не само откриват цялото крайбрежие на Брега принцеса Ранхилда, но извършват и облитане със самолет във вътрешните райони като правят аерофотоснимки. През 1958 – 1960 г. източната част на региона е изследван и топографски заснет от участниците в белгийска антарктическа експедиция.